# Walter González
Walter Rodrigo González Sosa (Dr. Juan León Mallorquín, Alto Paraná, Paraguay; 21 de mayo de 1995) es un futbolista paraguayo. Juega de delantero y actualmente se encuentra en el Club Sportivo Luqueño de la Primera División de Paraguay.

## Trayectoria

### Inicios y Club Olimpia
Walter comenzó a jugar en el año 2007 en el club Libertad de la ciudad de Juan E. O’Leary, pasando por varias categorías menores, desde la Sub-13 hasta llegar a conformar el plantel principal de mayores. Más tarde, recaló como refuerzo de algunas selecciones del Campeonato Nacional de Interligas.
Luego jugó en el club General Caballero de su ciudad natal. Posteriormente, en 2012 emigró a Italia para enrolarse a las filas del club Messina de la tercera división, conjunto en el que estuvo por el corto período de tres meses. Tras su retorno a Paraguay, se incorporó al club 8 de Diciembre de Caacupé y, poco tiempo después, en 2014, concretó su llegada al Club Olimpia, integrando inicialmente el plantel de la Sub-20.
En una entrevista para un medio de comunicación, González se declaró admirador del estilo de juego de su compatriota Roque Santa Cruz, quien igualmente diera sus primeros pasos en Olimpia.
Su debut como profesional en la Primera División se produjo el 28 de junio de 2014, en la jornada final del torneo Apertura, ante Libertad, que perdió su equipo por 1-0, ingresando en los minutos finales de aquel encuentro.
El 20 de febrero de 2015, Walter anotó para Olimpia su primer gol en la máxima categoría. Fue ante General Díaz, por la cuarta  fecha del torneo Apertura. El tanto fue el segundo de su escuadra, el cual determinó el marcador definitivo de 2-1, cuya victoria era muy aguardada por los aficionados tras una seguidilla de malos resultados.

### FC Arouca de Portugal
Para la temporada 2016, González fue cedido a préstamo al FC Arouca de Primera División de Portugal, equipo con cual el día 7 de febrero de 2016 consiguió romper el récord del gol más tempranero en la liga portuguesa al marcarle a los 10 segundos al arquero español Iker Casillas que milita en FC Porto, ese encuentro terminó 3-1 a favor del FC Arouca y Gonzalez marco 2 de los 3 goles.
En total disputó 57 partidos con el Arouca, marcando 13 goles, incluido un tanto frente al Heracles de Holanda por la UEFA Europa League; consiguiendo de esta manera, realizar una buena temporada 2016-2017 en el equipo portugués.

### Segunda etapa en Olimpia
Tras su paso por Europa, el 23 de mayo de 2017 vuelve a Olimpia a pedido del entrenador "Franjeado" Ever Almeida. Inicia su segunda etapa en el "decano" el 12 de julio, en el partido correspondiente a la segunda fase de la Copa Sudamericana 2017 frente al Club Nacional de Asunción; partido donde anota su primer tanto en el club desde su regreso, y su primer gol en torneos CONMEBOL; dicho partido terminaría empatado 1 a 1. El 22 de julio debutó en el torneo local con un gol en la victoria frente al Club Sol de América por 3 a 0. 
El 2 de agosto vuelve a marcar en la serie frente a Nacional por la Copa Sudamericana 2017, esta vez por el partido de vuelta, que terminaría en un empate 2 a 2, sellando la clasificación del equipo "tricolor". Cuatro días después volvió a anotar, esta vez un doblete para la victoria de Olimpia por 3 a 0 frente al Club Rubio Ñu por el torneo paraguayo. El 26 de agosto convierte nuevamente, en el partido clásico del fútbol paraguayo, frente a Cerro Porteño, en lo que sería el empate 1 a 1 correspondiente a la fecha 6 del torneo local. En setiembre vuelve a anotar en los partidos frente a General Díaz, Trinidense e Independiente de Campo Grande, marcando un gol en cada uno estos partidos, convirtiéndose en uno de los goleadores del torneo local.

## Selección nacional
Ha sido internacional con la selección de fútbol sub-20 de Paraguay. Debutó el 14 de enero de 2015 ante Bolivia por la primera fecha del Campeonato Sudamericano de la categoría disputado en Uruguay. González cumplió una destacada labor para el triunfo de su equipo por 4-2 al realizar las asistencias para los tres primeros goles.

## Clubes
| Club                  | País     | Año       | Partidos | Goles | Asistencias |
| --------------------- | -------- | --------- | -------- | ----- | ----------- |
| Olimpia               | Paraguay | 2014-2015 | 14       | 2     | 0           |
| FC Arouca             | Portugal | 2016-2017 | 57       | 13    | 4           |
| Olimpia               | Paraguay | 2017      | 19       | 11    | 0           |
| Pachuca               | México   | 2018-2019 | 13       | 1     | 0           |
| León                  | México   | 2018-2019 | 27       | 6     | 0           |
| Everton               | Chile    | 2019-2020 | 28       | 6     | 0           |
| Olimpia               | Paraguay | 2021-2024 | 57       | 15    | 5           |
| Club Guarani          | Paraguay | 2024      |          |       |             |
| Club Sportivo Luqueño | Paraguay | 2025-Act  |          |       |             |

### Goles en internacionales
| Goles internacionales | Goles internacionales | Goles internacionales | Goles internacionales | Goles internacionales | Goles internacionales | Goles internacionales        | Goles internacionales | Goles internacionales | Goles internacionales |
| Fecha                 | Resultados            | Resultados            | Resultados            | Resultados            | Lugar                 | Estadio                      | Temporada             | Gol(es)               |                       |
| --------------------- | --------------------- | --------------------- | --------------------- | --------------------- | --------------------- | ---------------------------- | --------------------- | --------------------- | --------------------- |
| 28 de julio de 2016   | Arouca                | 1                     | 1                     | Heracles              | Almelo                | Polman-Stadion               | 2016-2017             | 1 gol                 |                       |
| 12 de julio de 2017   | Olimpia               | 1                     | 1                     | Nacional              | Asunción              | Estadio Defensores del Chaco | 2017                  | 1 gol                 |                       |
| 2 de agosto de 2017   | Olimpia               | 2                     | 2                     | Nacional              | Asunción              | Estadio Defensores del Chaco | 2017                  | 1 gol                 |                       |
| 13 de mayo de 2021    | Olimpia               | 2                     | 1                     | Always Ready          | La Paz                | Estadio Hernando Siles       | 2021                  | 1 gol                 |                       |

## Palmarés

### Campeonatos nacionales
| Título             | Club    | País     | Año    |
| ------------------ | ------- | -------- | ------ |
| Primera División   | Olimpia | Paraguay | 2015-C |
| Copa Paraguay      | Olimpia | Paraguay | 2021   |
| Supercopa Paraguay | Olimpia | Paraguay | 2021   |
| Primera División   | Olimpia | Paraguay | 2022-C |